# Fargues (Landy)
Fargues – miejscowość i gmina we Francji, w regionie Nowa Akwitania, w departamencie Landy.
Według danych na rok 1990 gminę zamieszkiwały 282 osoby, a gęstość zaludnienia wynosiła 24 osób/km² (wśród 2290 gmin Akwitanii Fargues plasuje się na 898. miejscu pod względem liczby ludności, natomiast pod względem powierzchni na miejscu 946.).